# Gare de Boussens
Gare de Boussens vasútállomás Franciaországban, Boussens településen.

## Vasútvonalak
Az állomást az alábbi vasútvonalak érintik:
- Toulouse–Bayonne-vasútvonal
- Boussens-Saint-Girons railway line

## Kapcsolódó állomások
A vasútállomáshoz az alábbi állomások vannak a legközelebb:
- Gare de Saint-Martory
- Gare de Martres-Tolosane